# Diego Tardelli
Diego Tardelli Martins  (Santa Barbara, 1985. május 10. –) rövidebb nevén Diego Tardelli, brazil labdarúgó. A kínai élvonalbeli bajnokságban érdekelt Shandong Luneng csapatának játékosa.

## Díjak
- São Paulo
  - Brazil Série A: 2007
  - Libertadores-kupa: 2005
  - Paulista bajnokság: 2005
- PSV Eindhoven
  - Eredivisie: 2007
- Flamengo
  - Taça Guanabara: 2008
  - Carioca bajnokság: 2008
- Atlético Mineiro
  - Mineiro bajnokság: 2010
- Al-Gharafa
  - Emir of Qatar Cup: 2012
- Shandong Luneng
  - Chinese FA Super Cup: 2015